# Merry Axemas: A Guitar Christmas
| Críticas profissionais | Críticas profissionais |
| Avaliações da crítica  | Avaliações da crítica  |
| Fonte                  | Avaliação              |
| ---------------------- | ---------------------- |
| Allmusic               | [ 1 ]                  |

Merry Axemas: A Guitar Christmas é um álbum com músicas natalinas instrumentais, performadas por grandes guitarristas, lançado em 1997.
O "projeto" foi idealizado, organizado e produzido por Steve Vai.
O nome do cd é um trocadilho de "Christmas" com "Axe", um apelido para "guitarra".

## Faixas
| N.º            | Título                             | Compositor(es)                           | Performada por             | Duração |  |
| 1.             | "Rudolph the Red-Nosed Reindeer"   | Johnny Marks                             | Kenny Wayne Shepherd       | 3:58    |  |
| 2.             | "The First Nowell"                 | Cantiga natalina tradicional             | Eric Johnson               | 3:39    |  |
| 3.             | "Amazing Grace"                    | Anthony Hymas / John Newton              | Jeff Beck                  | 3:14    |  |
| 4.             | "Jingle Bells"                     | James Pierpont, Brian Setzer             | The Brian Setzer Orchestra | 2:18    |  |
| 5.             | "Silent Night/O Holy Night Jam"    | Franz Gruber, Joseph Mohr / Adolphe Adam | Joe Satriani               | 7:21    |  |
| 6.             | "Joy to the World"                 | Lowell Mason / Isaac Watts               | Steve Morse                | 4:31    |  |
| 7.             | "Christmas Time Is Here"           | Vince Guaraldi / Lee Mendelson           | Steve Vai                  | 4:22    |  |
| 8.             | "Blue Christmas"                   | Bill Hayes / Jay Johnson                 | Joe Perry                  | 3:55    |  |
| 9.             | "The Little Drummer Boy"           | Katherine Kennicott Davis                | Alex Lifeson               | 3:25    |  |
| 10.            | "Cantique de Noel (O' Holy Night)" | Adolphe Adam                             | Richie Sambora             | 2:32    |  |
| 11.            | "Happy Xmas (War is Over)"         | John Lennon / Yoko Ono                   | Tomoyasu Hotei             | 4:47    |  |
| Duração total: | Duração total:                     | Duração total:                           | Duração total:             | 44:02   |  |

| Japan Bonus Track |                        |                |                |         |  |
| N.º               | Título                 | Compositor(es) | Performada por | Duração |  |
| 12.               | "Mount Fuji Christmas" | Paul Gilbert   | Paul Gilbert   | 3:31    |  |
| Duração total:    | Duração total:         | Duração total: | Duração total: | 47:35   |  |